# Ottomar Rohde
Friedrich Ludwig Ottomar Rohde (* 12. November 1815 in Bützow; † 30. Dezember 1881 in Greifswald) war ein deutscher Agrarwissenschaftler und Sachbuchautor.

## Leben
Ottomar Rohde wurde als Sohn des früheren Landwirts und Pächters Ludewig Hellmuth Burchard Rohde und dessen Frau Sophia Dorothea, geb. Schade, geboren. Er studierte an der landwirtschaftlichen Akademie Eldena. Ab 1842 war er Gutsverwalter in Gramenz und ab 1846 Generalsekretär des Baltischen landwirtschaftlichen Centralvereins. Nach Promotion und Habilitation war er ab 1850 als Hochschullehrer an der Landwirtschaftlichen Akademie Eldena tätig und zugleich Verwalter des dazugehörenden Musterguts. Gemeinsam mit Ferdinand Jühlke und (N.N.) Trommer leitete Rohde das „Eldenaer Archiv“.
Er war verheiratet mit Bertha, geb. Patzig. Ein Sohn des Paares war der spätere Reichsgerichtsrat Max Ludwig Rohde, ein anderer der spätere Direktor der Landwirtschaftlichen Akademie Eldena William Rohde (1847–1903). Die Tochter Emma (1859–1934) wurde Pianistin und war die Ehefrau des Historikers Max Lenz.

## Veröffentlichungen (Auswahl)
- Beiträge zur Drainage, Koch, 1852 Digitalisat, Bayerische Staatsbibliothek
- Beiträge zur Kenntniss des Wollhaares,G. Bosselmann, 1857 Vorschau online
- Die Pflege und Benutzung des Hausschweines mit besonderer Rücksicht auf die Eintheilung und den wirthschaftlichen Werth der Schweineracen, Koch, 1860 Digitalisat, Bayerische Staatsbibliothek
- Die Schafzucht in Deutschland unter dem Einfluss der Wollproduktion Australiens: kurz gefasstes Handbuch für Schafzüchter, Wollproducenten, Sortirer und Händler etc., Berlin, 1869
- Die Racen des Rindes: Die Milchwirtschaft u. d. bes. Fütterungslehre, Berlin, Wiegand, 1872
- Racen, Milchwirthschaft, Züchtung und Fütterung, Berlin, Hempel & Parey, 1876
- Rassen, Züchtung und Ernährung des Rindes und Milchwirthschaft. Mit 40 Rassebildern in Farbendruck, 2 lithogr. Tafeln und 144 Textabbildungen, 3. Aufl., vollständig neu bearbeitet und herausgegeben von C. J. Eisbein. Berlin: Paul Parey 1885